# (2922) Dikanʹka
(2922) Dikanʹka es un asteroide perteneciente al cinturón de asteroides, descubierto el 1 de abril de 1976 por Nikolái Stepánovich Chernyj desde el Observatorio Astrofísico de Crimea (República de Crimea).

## Designación y nombre
Designado provisionalmente como 1976 GY1. Fue nombrado Dikanʹka en homenaje a la colección de relatos cortos "Veladas en un caserío de Dikanka" cuyo autor es Nikolái Gógol.